# Бадминтон на летних юношеских Олимпийских играх 2018
Соревнования по бадминтону на летних юношеских Олимпийских играх 2018 года пройдут с 7 по 12 октября на спортивной арене Tecnópolis в Буэнос-Айреса, столицы Аргентины. Будут разыграны 3 комплекта наград: у юношей и девушек и среди смешанных пар. В соревнованиях, согласно правилам, смогут принять участие спортсмены рождённые с 1 января 2000 года по 31 декабря 2003 года.

## История
Бадминтон является постоянным видом программы, который дебютировал на I летних юношеских Олимпийских играх в Сингапуре.
По сравнению с прошлыми играми в 2014 году программа соревнований осталась прежняя. На самых первых играх в 2010 году в бадминтоне разыгрывалось только два комплекта наград. Если на первых играх успех был за тайскими спортсменами, то четыре года назад и у девушек и у парней золотые медали завоевали атлеты из Китая.

## Квалификация
В общей сложности 32 спортсмена будут участвовать в каждой дисциплине среди одиночников. Каждый Национальный олимпийский комитет (НОК) может участвовать не более чем в двумя спортсменами в каждом виде соревнований, но при условии, что оба спортсмена войдут в топ-4 в мировом рейтинге среди юниоров. В противном случае каждому НОК будет разрешено не более 1 участника на вид.
Каждый из пяти континентов должен быть представлен в каждом виде программы. 27 квот для мужчин и женщин были определены на основе списка Bwf World Junior Ranking List от 3 мая 2018 года. Принимающей стране Аргентине было обеспечено по одному месту для представителей каждого пола. Остальные 4 квоты распределены за счёт универсальных мест.
Для того, чтобы иметь право на участие, спортсмены должны быть в списке Bwf World Junior Ranking List от 3 мая 2018 года и рождённые в период с 1 января 2000 года по 31 декабря 2003 года.
Общее число спортсменов, которые выступят на соревнованиях, было определено Международным олимпийским комитетом и составило 64 человека (32 юноши и 32 девушки).

## Календарь
| ЦО | Церемония открытия | ● | Квалификации | 2 | Финалы соревнований | ЦЗ | Церемония закрытия |

| Октябрь   | 06 Сб | 07 Вс | 08 Пн | 09 Вт | 10 Ср | 11 Чт | 12 Пт | 13 Сб | 14 Вс | 15 Пн | 16 Вт | 17 Ср | 18 Чт | Соревнования |
| --------- | ----- | ----- | ----- | ----- | ----- | ----- | ----- | ----- | ----- | ----- | ----- | ----- | ----- | ------------ |
| Бадминтон | ●     | ●     | ●     | ●     | ●     | ●     | 3     |       |       |       |       |       | ●     | 3            |

### Медалисты
| Дисциплина         | Золото         | Серебро          | Бронза               |
| юноши              | Ли Шифен Китай | Лакшья Сен Индия | Кодаи Нараока Япония |
| девушки            |                |                  |                      |
| командная эстафета |                |                  |                      |